# Tipula (Pterelachisus) percara
Tipula (Pterelachisus) percara is een tweevleugelige uit de familie langpootmuggen (Tipulidae). De soort komt voor in het Oriëntaals gebied.